# BNP Paribas Arbitrage
BNP Paribas Arbitrage SNC (BNPPA) ist ein 1994 gegründetes Handelsunternehmen für Wertpapiere mit Sitz in Paris. Das Unternehmen ist eine Tochtergesellschaft der französischen Großbank BNP Paribas S.A.

## Unternehmen
BNP Paribas Arbitrage ist eine 100%ige Tochtergesellschaft der BNP Paribas S.A. Ihre Hauptaufgaben sind der Arbitragehandel mit Aktien und Aktienderivaten. Sie ist dazu direktes Mitglied bei den wesentlichen Börsen weltweit. Das Unternehmen investiert überwiegend in mittelständische und große Unternehmen in Großbritannien und den USA. Für das Bilanzjahr 2015 wies BNP Paribas Arbitrage eine Bilanzsumme von 222 Mrd. EUR, sowie Derivatepositionen außerhalb der Bilanz in Höhe von 2,335 Billionen EUR aus.
Im Jahr 2015 lag das durchschnittliche Gehalt pro Mitarbeiter bei 332.710 EUR.